# 花田聖誠
花田 聖誠（はなだ きよまさ、1998年7月31日 - ）は、日本の自転車競技ロードレース選手。神奈川県出身。2025年現在、宇都宮ブリッツェン所属。

## 来歴
ジュニア時代からロードレースを始め、アジアやヨーロッパでレース経験を積む。2016年のアジア選手権ロードレースでは3位入賞を果たす。アンダー23となった2019年には全日本選手権ロードレースのアンダー23で4位、ジャパンカップオープンレースで優勝などの成績を残す。
キナン時代、チームメイトからのアドバイスによりコンディションのコントロールを重視し、トレーニング負荷のかけすぎに注意するようになった。また、チームへの貢献を強く意識し、勝利のためにミスをしないように心がけていると語っている。

## 年表
- 2916年、東京都大島で開催のアジア選手権ロードレース ジュニア 3位[1]
- 2019年
  - 全日本選手権 アンダー23 4位[2]
  - 10月19日、ジャパンカップ オープンレース 優勝[1]
- 2021年、キナンサイクリングチームに加入[1]。
- 2022年、カンセキ真岡芳賀ロードレースで9位、チャレンジサイクルロードレースで5位に入る。
- 2023年、チャレンジサイクルロードレースで4位入賞。同年シーズンをもってキナンレーシングチームを退団。
- 2024年、宇都宮ブリッツェンに加入。
- 2025年
  - 5月5日、JBCF和歌山城クリテリウムで落車し鎖骨を骨折[3]、8日に手術を受けた[4]。全日本選手権までに復帰を目指す。